# Ogden R. Reid

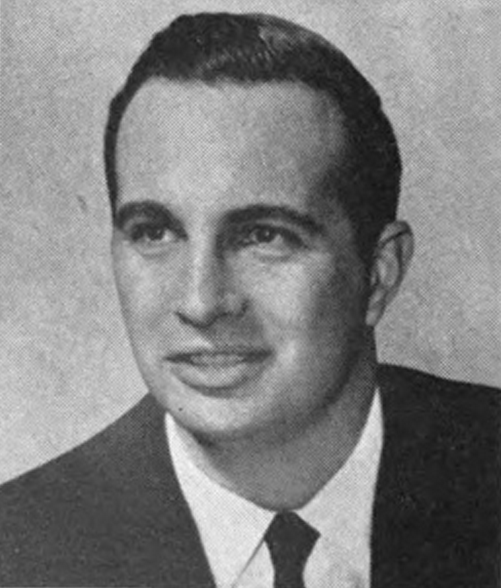
Ogden R. Reid

Ogden Rogers Reid (* 24. Juni 1925 in New York City; † 2. März 2019 in Waccabuc, New York) war ein US-amerikanischer Politiker. Zwischen 1963 und 1975 vertrat er den Bundesstaat New York im US-Repräsentantenhaus.

## Werdegang
Ogden Reid studierte zwischen 1940 und 1943 an der Deerfield Academy. 1949 graduierte er an der Yale University mit einem Bachelor of Arts. Er war Fellow an der Brandeis University und Bar-Ilan University in Israel. Während des Zweiten Weltkrieges trat er als Private in die US-Army ein. Bei seinem Austritt 1946 bekleidete er den Dienstgrad eines First Lieutenant. Reid gehörte dann als Captain der United States Army Reserve an. Er war zwischen 1953 und 1959 Präsident der New York Herald Tribune S.A. sowie Präsident und Redakteur der New York Herald Tribune Inc. 1959 wurde er als Nachfolger von Edward B. Lawson US-Botschafter in Israel – ein Posten, den er bis 1961 bekleidete. Danach hatte er zwischen 1961 und 1962 den Vorsitz in der New York State Commission for Human Rights. Reid war Trustee am Hamilton Institute. Er saß im Beirat der School of International Affairs der Columbia University. Ferner war er Vizepräsident des National Institute of Social Sciences und Direktor des Atlantic Council of the United States.
Politisch gehörte er zu jener Zeit der Republikanischen Partei an. Bei den Kongresswahlen des Jahres 1962 für den 88. Kongress wurde Reid im 26. Wahlbezirk von New York in das US-Repräsentantenhaus in Washington, D.C. gewählt, wo er am 4. Januar 1963 die Nachfolge von Edwin B. Dooley antrat. Er wurde vier Mal in Folge wiedergewählt. Am 22. März 1972 schloss er sich der Demokratischen Partei an. Er kandidierte 1972 im 24. Wahlbezirk von New York für den 93. Kongress. Nach einer erfolgreichen Wahl trat er am 4. Januar 1973 die Nachfolge von Mario Biaggi an. Da er auf eine erneute Kandidatur 1974 verzichtete, schied er nach dem 3. Januar 1975 aus dem Kongress aus. 1974 kandidierte er bis zu seinem Rückzug für die Nominierung für das Amt des Gouverneurs von New York.
Reid war vom Januar 1975 bis Mai 1976 Umweltschutzbeauftragter in New York. Er lebte in Purchase.